# Emilio Vieyra
Emilio Vieyra (né le 12 octobre 1920 à Buenos Aires, en Argentine, et mort le 25 janvier 2010 à Buenos Aires) est un réalisateur, producteur et scénariste argentin, parfois crédité sous le nom de Raúl Zorrilla.

## Filmographie
- 1962 : Dr. Cándido Pérez, señoras
- 1962 : Detrás de la mentira
- 1963 : La Fin del mundo
- 1963 : Violated Love (Testigo para un crimen)
- 1964 : María M.
- 1965 : Stay Tuned for Terror (Extraña invasión)
- 1966 : Dos quijotes sobre ruedas
- 1967 : Blood of the Virgins (Sangre de vírgenes)
- 1967 : Feast of Flesh (Placer sangriento)
- 1968 : Villa Cariño está que arde
- 1969 : Quiero llenarme de ti
- 1969 : La Vida continúa
- 1970 : Gitano
- 1970 : Los Mochileros
- 1971 : The Curious Case of Dr. Humpp (La Venganza del sexo)
- 1971 : The Naked Beast (La Bestia desnuda)
- 1971 : Así es Buenos Aires
- 1971 : Simplemente una rosa
- 1973 : Yo gané el prode, ¿y usted?
- 1974 : The Great Adventure (La Gran aventura)
- 1975 : Los Irrompibles
- 1980 : Comandos azules
- 1980 : Comandos azules en acción
- 1983 : El Poder de la censura
- 1984 : Todo o nada
- 1985 : Sucedió en el internado
- 1986 : Women's Reformatory (Correccional de mujeres)
- 1987 : Obsesión de venganza
- 1988 : La Clínica loca
- 1992 : Tómame
- 1996 : Adiós, abuelo
- 2005 : Cargo de conciencia